# José Salomón Nazar
José Salomón Nazar (castellà: José Salomón Nazar Ordóñez)  (Hondures, 7 d'agost de 1952) és un exfutbolista hondureny de la dècada de 1980.
Fou internacional amb la selecció d'Hondures.
Pel que fa a clubs, destacà a Pumas UNAH, Club Deportivo Olimpia i F.C. Motagua.
Fou entrenador de Jaguares de UPNFM l'any 2011.